# Franz Perko
Franz Perko (* 15. November 1868 in Buda; † 13. März 1919 in Troppau) war ein österreichischer Arzt und Politiker.

## Leben
Franz Perko studierte Medizin in Prag. Während des Studiums wurde er Mitglied im Corps Austria. Nach der Promotion zum Dr. med. 1893 wurde er Berg- und Distriktsarzt in Nürschau. Sein nebenberufliches Engagement im Deutschen Schulverein führte zur Gründung von 122 Ortsgruppen dieser Vereinigung und neben einigen Buchveröffentlichungen zu zahlreichen sozialpolitischen Veröffentlichungen in Zeitschriften. Von 1911 bis zu seinem Tod war Perko Landtagsabgeordneter für Leitmeritz-Lobositz.

## Werke
- Kurze Darstellung der nationalen und wirtschaftlichen Verhältnisse der gemischtsprachigen Bezirke in Westböhmen. Genossenschaft-Buchdruck, Wien 1905. (Nachdruck: Trier 2004, ISBN 3-937369-24-4)
- Die deutsch-tschechische Streitfrage und ihre Bedeutung für das Deutschtum Österreichs. Verlag Deutsche Arbeit, Prag 1913.